# Ilya Dzhivondov
Ilya Dzhivondov (en bulgare : Илия Дживондов, translittération scientifique internationale Ilja Dživondov, né le 6 mars 1978 à Plovdiv) est un ancien athlète bulgare spécialiste des épreuves du 400 m et du 400 m haies.

## Palmarès

### Championnats d'Europe d'athlétisme en salle
- Championnats d'Europe d'athlétisme en salle 2000 à Gand,  Belgique
  -  Médaille d'or du 400 m